# Михаил Момчеджиков
Михаил Георгиев Момчеджиков е български общественик, просветен и църковен деец от късното Българско възраждане в Македония.

## Биография
Роден е в 1872 година в Щип, Османската империя, в семейството на Георги Момчеджиков. В 1897 година завършва с дванадесетия випуск Солунската българска мъжка гимназия. След завършването си Екзархията го назначава за български учител в Щип. По-късно работи като секретар на Мелнишката и Драмската митрополия. По-късно е тютюнев експерт и църковен деятел в Шумен, България.
Умира в 1959 година.